# قائمة قلاع اليونان

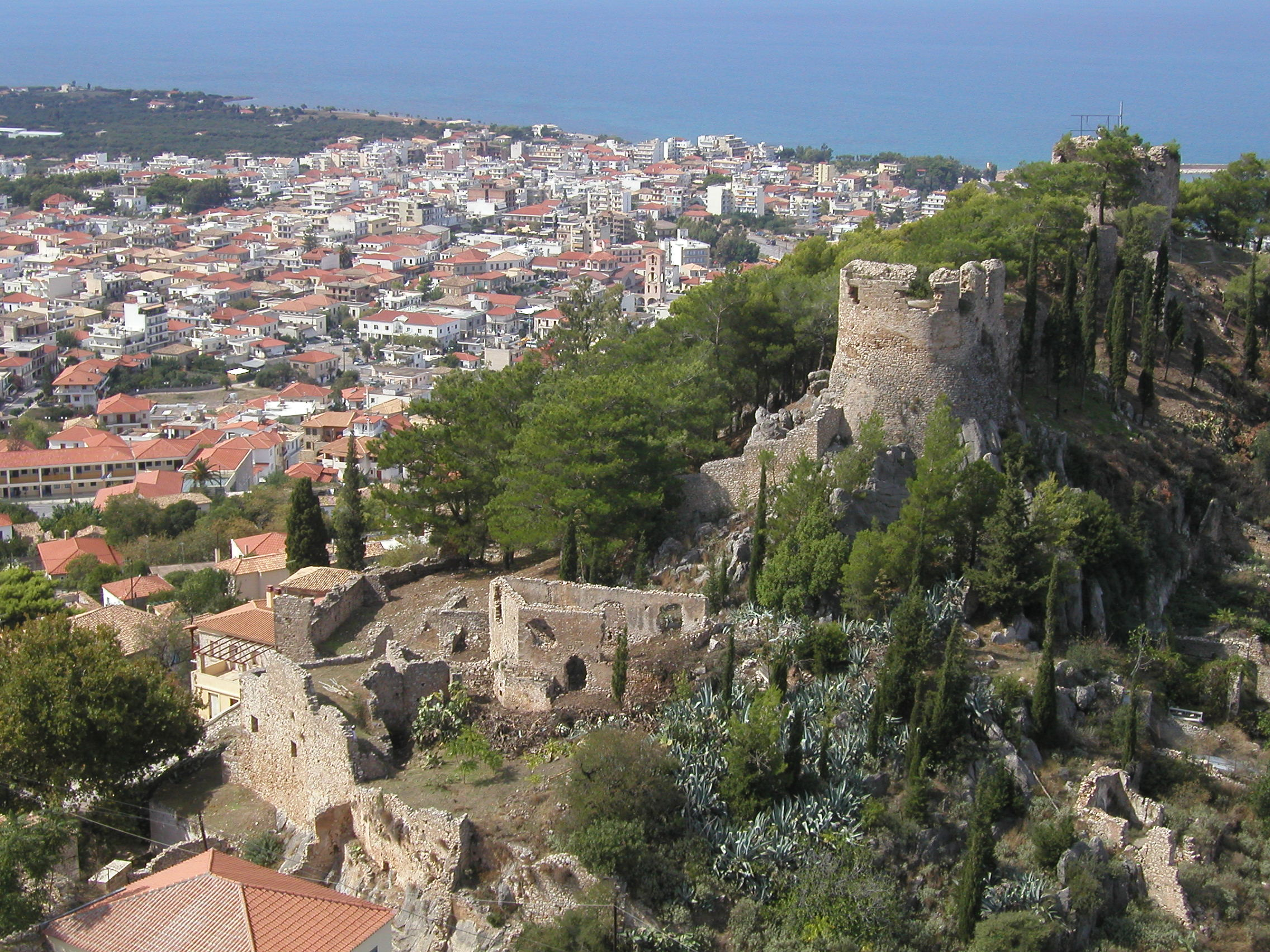
كيباريسيا

القَلْعَة هو حصن منيع يشيَّد في موقع يصعب الوصول إليه، وغالبًا ما يكون على قمة جبل أو مشرفًا على بحر، وقد وجد بعضها مشيداً على أرض منبسطة.

## قائمة قلاع اليونان
تحتوي هذه القائمة على أسماء القلاع في اليونان.
- إيلافونيسي
- بتيليوس
- سيديروكاسترو
- سيرس
- قصر السيد الأكبر لفرسان رودس
- كيباريسيا
- كيساموس